# 村上しほり
村上 しほり（むらかみ しほり、1987年 - ）は、日本の建築学者、観光学者、地域研究者。専門は都市史・建築史。
大阪公立大学特任准教授。

## 人物
兵庫県神戸市出身。兵庫県立神戸高等学校卒業。
2009年3月、神戸大学発達科学部人間表現学科卒業。2011年3月、神戸大学大学院人間発達環境学研究科人間表現専攻博士前期課程修了。
2014年、神戸大学大学院人間発達環境学研究科人間表現専攻博士後期課程修了。博士（学術）。
2012 - 2014年、日本学術振興会特別研究員 (DC2)、2014 - 2019年、神戸大学大学院研究員、2014 - 2016年、阪神・淡路大震災記念 人と防災未来センター震災資料専門員、2017 - 2019年、（株）スペースビジョン研究所研究員。
2018年、『神戸 闇市からの復興』（慶應義塾大学出版会）で、2018年度日本都市計画学会　石川奨励賞、2018年度日本観光研究学会　観光著作賞（学術）受賞、同書の一部である論文が2019年日本建築学会奨励賞受賞。

## 著書

### 単著
- 『神戸スタディーズ #4 "KOBE" を解す』（デザインクリエイティブセンター神戸、2016年）
- 『神戸スタディーズ #6 "KOBE" を語る』（同前、2018年）
- 『神戸 闇市からの復興――占領下にせめぎあう都市空間』（慶應義塾大学出版会、2018年）

### 共著
- 『盛り場はヤミ市から生まれた・増補版』（共著、青弓社、2016年）

### 論文
- 修士論文「神戸市の戦災復興過程における都市環境の変容に関する研究」（2012年、日本建築学会優秀修士論文賞受賞）

## 所属学会
- 日本建築学会
- 日本都市計画学会
- 日本観光研究学会
- 都市史学会

## 受賞
- 日本都市計画学会　石川奨励賞　2018年
- 日本観光研究学会　観光著作賞（学術）2018年度
- 日本建築学会奨励賞　2019年